# خربة صافا
خربة صافا قرية فلسطينية، وتعرف أيضاً «خربة الصفا»، تقع على بعد 12 كيلومتر شمال غرب مدينة الخليل. تقع في محافظة الخليل جنوب الضفة الغربية. تقع القرية خدماتيًا ضمن مسؤوليات مجلس بلدي بيت أمر.

## التاريخ الحديث والمعاصر

### العهد العثماني
تبعت خربة صافا إلى الإمبراطورية العثمانية في عام 1517 مع كل فلسطين. عام 1882، أجرى صندوق استكشاف فلسطين الغربية مسحاً للقرية ووصفها بأنها «قرية صغيرة، مع بئر شمالها، وفي أسفل منحدرها الغربي يوجد مستجمع مائي».

### الانتداب البريطاني
وقعت خربة صافا بيد الجيش البريطاني، ودخلت مع باقي فلسطين مظلة الانتداب البريطاني على فلسطين عام 1920 حتى وقوع النكبة.

### الحكم الأردني
في أوائل خمسينيات القرن العشرين أتبعت القرية للحكم الأردني بين حربي 1948 و1967.

### النكسة
وقعت القرية في يد الاحتلال بعد حرب النكسة عام 1967.

### السلطة الفلسطينية
بعد تأسيس السلطة الفلسطينية، استلمت السلطة الوطنية الفلسطينية القرية ووضعتها تحت سيطرتها المدنية.

## السكان
وفقًا للجهاز المركزي للإحصاء الفلسطيني، بلغ عدد سكان القرية منتصف عام 2006 حوالي 1,055 نسمة. عام 2017 كان عدد سكان القرية حوالي 1,299 نسمة في التعداد العام للسكان والمساكن والمنشآت عام 2017.